# Ноєнкірхен (Діпгольц)
Ноєнкірхен (нім. Neuenkirchen) — громада в Німеччині, розташована в землі Нижня Саксонія. Входить до складу району Діпгольц. Складова частина об'єднання громад Шваферден.
Площа — 14,66 км2. Населення становить 1169 ос. (станом на 31 грудня 2021).